# Абуделаури (озеро)
Абуделаури (груз. აბუდელაურის ტბა) — ледниковое озеро в восточной Грузии в Душетском муниципалитете. С озером связано множество легенд.
Расположено на южном склоне восточного Кавказа в истоке реки Абуделаури (бассейн Арагви) на высоте 2812 м. Площадь 0,035 км², наибольшая глубина 3,8 м. Озеро питается снеговой, талой ледниковой и дождевой водой. Максимальный уровень воды фиксируется летом, а минимальный — зимой. В течение длительного времени (более 6 месяцев) озеро покрыто льдом. От льда оно освобождается в конце мая. В озере рыба не обитает. Абуделаури — моренного характера.